# Nicolae Titulescu
Nicolae Titulescu, né le 4 mars 1882 à Craiova et mort le 17 mars 1941 à Cannes, est un diplomate et homme politique roumain. Il est deux fois président de l'Assemblée générale de la Société des Nations avant la Seconde Guerre mondiale.

## Biographie

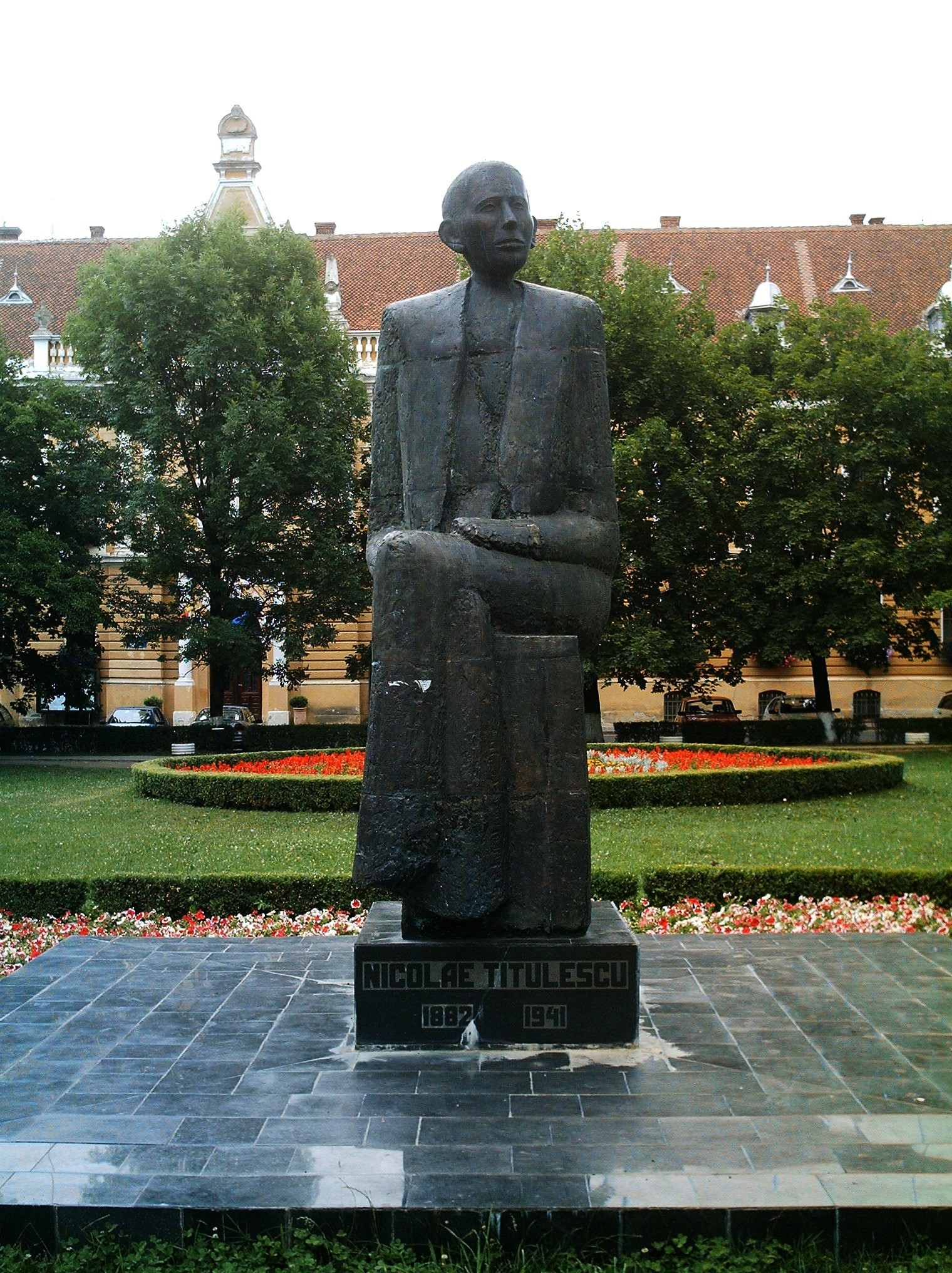
Statue à Brașov.

Titulescu obtient sa licence en droit à Paris et revient en 1905 en Roumanie, où il travaille comme professeur de droit international à Iași et à Bucarest.
Il est élu au parlement roumain en 1912. Franc-maçon et membre du Parti conservateur-démocrate conduit par Take Ionescu, il participe activement aux négociations de paix de Trianon. Après la Première Guerre mondiale, il est nommé ministre des Finances du gouvernement Ion I. C. Brătianu, poste où il se fait remarquer par sa réforme fiscale.
À l'été 1918, avec Take Ionescu, Octavian Goga, Traian Vuia et Constantin Mille (en), il fonde à Paris le Comité national de l'unité roumaine, dont l'objectif est de promouvoir dans l'opinion publique internationale le droit du peuple roumain à l'unité nationale, le comité étant officiellement reconnu comme organe plénipotentiaire de facto de la nation roumaine (cf. Ambassade de Roumanie en France).
Durant les années 1920 et 1930, il devient un personnage politique d'envergure européenne, processus largement favorisé par sa position d'ambassadeur au Royaume-Uni (16 décembre 1921-6 juillet 1927), de chef de la délégation roumaine à la Société des Nations (où il est secondé par la déléguée permanente Hélène Vacaresco) et par la suite de ministre des Affaires étrangères à partir de 1927. 
Pendant ses mandats à la présidence de la SDN, il s'efforce de prévenir les conflits entre les nouveaux États issus de la disparition de l'Empire austro-hongrois et d'améliorer autant que possible les relations avec l'Union soviétique.
Dans la période de son ministériat entre les années 1928 et 1936, il avait dirigé les relations diplomatiques et de coopération économique avec l'Europe. Pendant son ministériat, il avait établi avec son homologue français la Compagnie franco-roumaine de navigation aérienne.
Le 30 juin 1936, alors que le négus Haïlé Sélassié s'apprête à prononcer un discours au siège de la SDN à Genève, afin de fustiger l'invasion de l'Éthiopie par l'Italie, des journalistes italiens le sifflent et le huent copieusement. Indigné, Nicolae Titulescu s'écrie : « À la porte les sauvages ! ». L'assemblée éclate en applaudissements et le public des tribunes prend également parti contre les journalistes, qui sont expulsés de la salle. Une brève bagarre s'ensuit avant que l'ambiance ne se calme. Haïlé Sélassié est resté impassible.
En 1936, le roi Carol II démet Titulescu de toutes positions officielles et lui demande de quitter le pays. Il s'établit d'abord en Suisse, puis vient en France. Même en exil, Titulescu continue à travers des conférences et des articles de journaux de propager l'idée de conservation de la paix.
Il meurt des suites d'une longue maladie en 17 mars 1941, à Cannes, France. Inhumé dans un premier temps au cimetière du Grand Jas (Cannes), son corps est finalement transféré à Brașov, en Roumanie, en 1992.

## Vie privée
Il était marié à Catherine Titulescu.

## Honneurs
- Citoyen d’honneur de Braşov[2].